# چکچک گوش‌سیاه

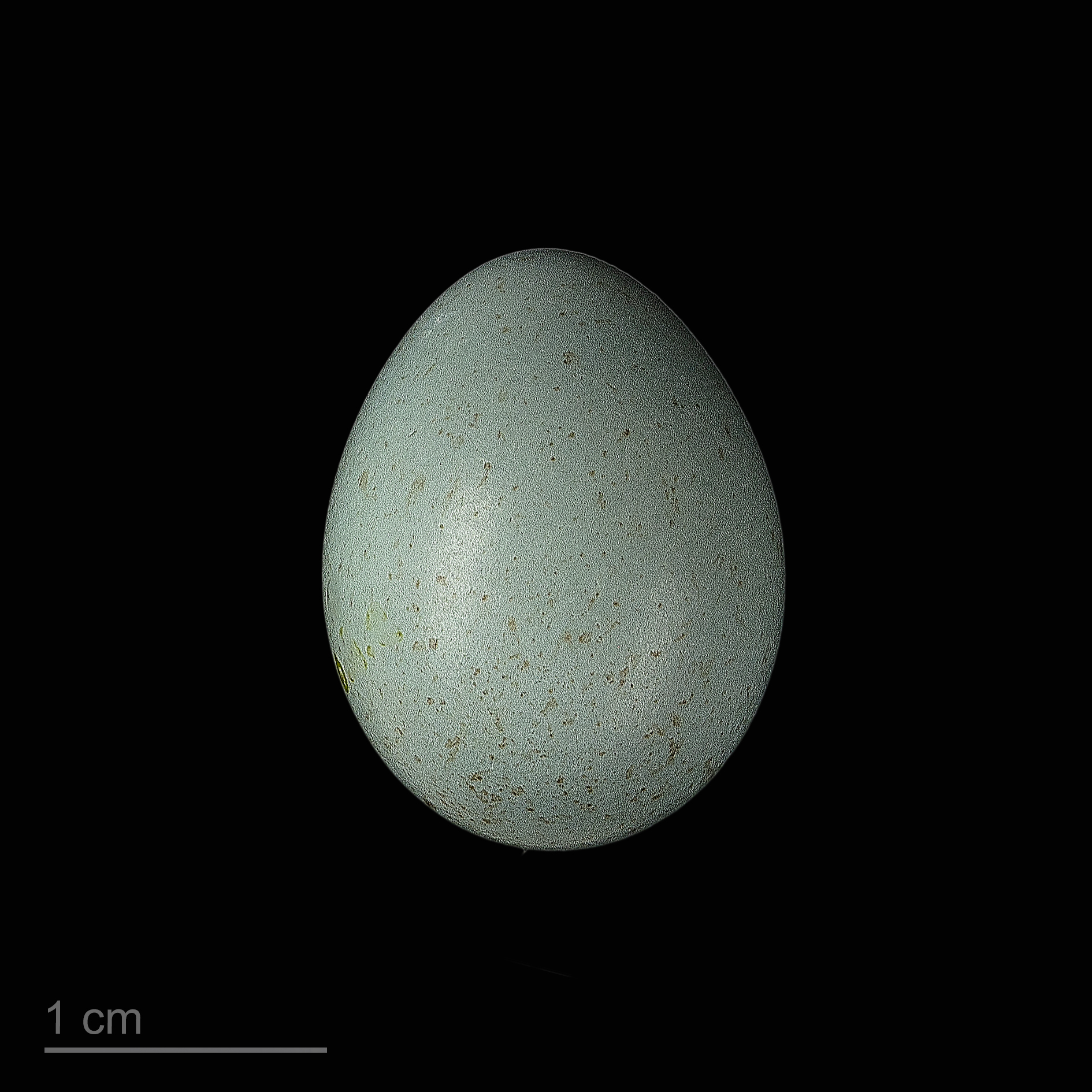
Oenanthe hispanica hispanica

چکچک گوش‌سیاه (نام علمی: Oenanthe hispanica) گونه‌ای چکچک کوچ‌کننده عضو تیره مگس‌گیران (حشره‌گیران بر قدیم) است که میان اروپا و آفریقا به کوچ می‌پردازد. این پرنده همچنین در آغاز فصل بهار به مناطق مرکزی، شمال غربی، و جنوبی ایران نیز مهاجرت می‌کند.

## توصیف ظاهری
چکچک گوش‌سیاه پرنده‌ای کوچک است با ۱۴٫۵ سانتی‌متر طول که نر آن دارای دو شکل است؛ گاه با نوار چشمی سیاه و پهن که تا ناحیه گونه ادامه دارد و گلویش تقریباً سفید است، و گاه سیاهی صورت امتداد یافته و تمام گلو را در بر می‌گیرد. بدن این پرنده نخود خاکی است که در ناحیه تارک و دمگاه مایل به سفید می‌شود. رنگ سینه نخوی و سطح شکمی آن سفید است.
چکچک گوش‌سیاه همانند چکچک کوهی است اما به وسیله تیره بودن لکه گونه، بال‌های سیاه‌تر و سفیدی بیشتر روی دم از هم تشخیص داده می‌شوند.

## زیستگاه
چکچک گوش‌سیاه در مناطق باز با پوشش گیاهی فراوان؛ شیب‌های سنگی و حاشیهٔ رودخانه‌های خشک زندگی می‌کند. در راه مهاجرت، این پرنده اغلب در مناطق باز با اندکی گیاه دیده شده و در سوراخ‌های کناره ساحل دیوارها آشیانه می‌سازد.